# Glenstalské opatství

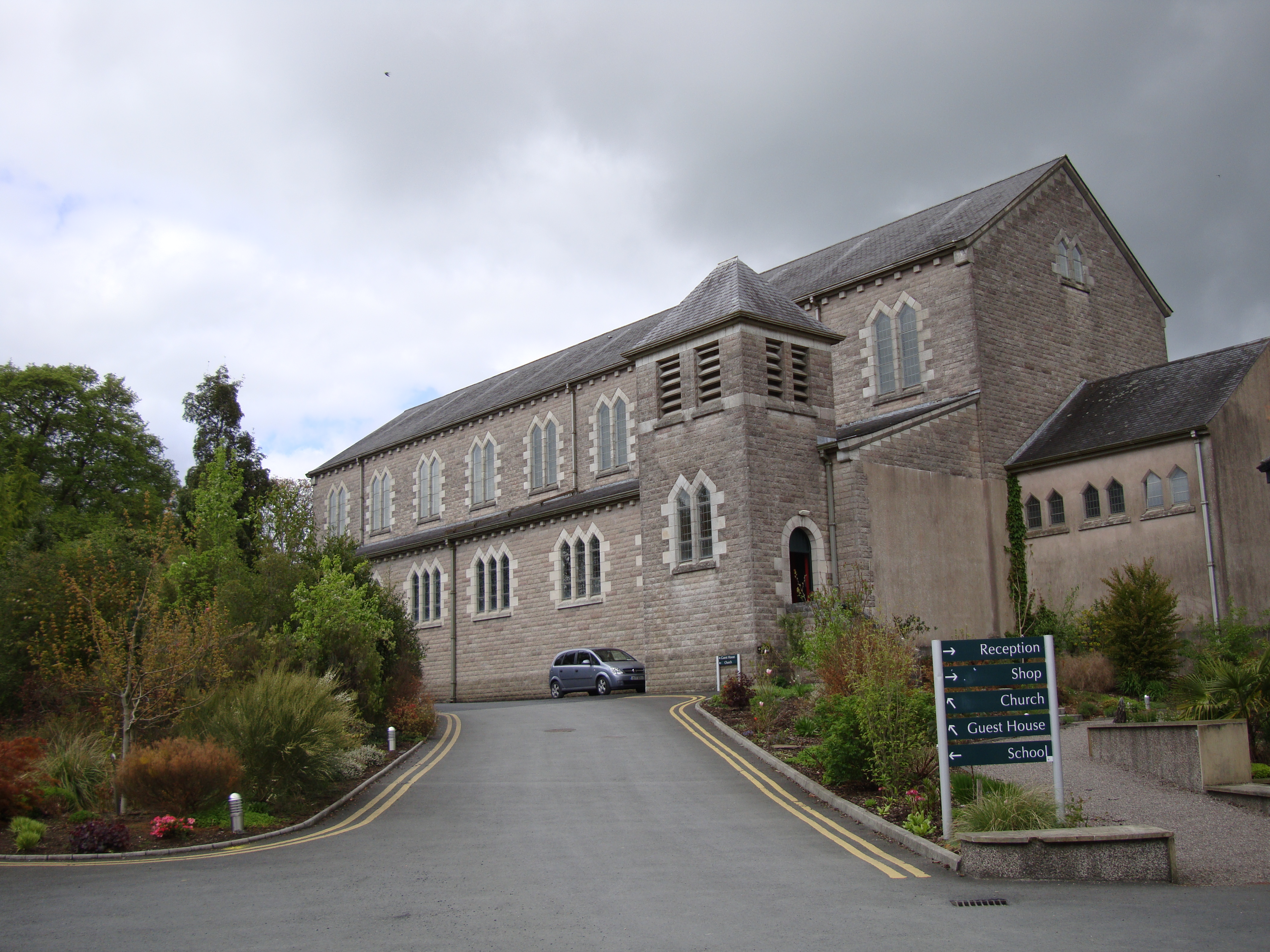
Kostel glenstalského opatství

Glenstalské opatství, anglicky: Glenstal Abbey je benediktínský klášter v irské vesnici Murroe v hrabství Limerick, asi 20 km východně od města Limerick. Funguje také jako chlapecká internátní škola.
Opatství je zasvěceno svatému Josefu a svatému Kolumbovi. Sídlí při glenstalském hradu vystavěném rodem Barringtonů v normanském architektonickém slohu. Opatem kláštera byl k roku 2010 Patrick Hederman, OSB.
Na malebném pozemku jsou jezírka, lesy a stará terasovitá zahrada, obehnaná zdí, kde je také "biblická zahrada" s ukázkami rostlin, které se zmiňují v Bibli. V klášterních budovách se nachází střední škola Glenstal Abbey School, kde studuje více než dvě stě studentů, učitelský sbor s dalšími pracovníky čítá okolo padesáti osob. Mezi absolventy patří například filosof Richard Kearney nebo miliardář a irský senátor John Magnier.